# 最無良企業獎
最無良企業獎（英語：Public Eye Award），或直譯公共之眼獎，由非政府組織、綠色和平自2005年開始合作舉辦，每年選出世界各國中最沒盡到企業社會責任的企業公司，在世界經濟論壇開會之時揭曉，屬於另類全球化運動。
2011年被提名的公司舉例有富士康（10年間，至少18名員工在富士康位於中國的工廠內自殺）、英國石油公司（在墨西哥灣造成大量漏油）、南非礦業公司AngloGold Ashanti（在迦納開採金礦造成土地污染）、瑞士電力公司Axpo（向俄羅斯造成嚴重放射線污染的工廠購買鈾）、芬蘭能源公司Neste Oil（大量採購棕欄油製造生質燃料，加速雨林砍伐）、美國菸草公司Philip Morris（向烏拉圭施壓，要求修改衛生政策以配合香菸業需求）、東京電力公司（福島核災）。
2012年最無良企業排名分別是，巴西淡水河谷公司(VALE S.A.)、日本東京電力(The Tokyo Electric Power Company, Inc.)、南韓三星集團(SAMSUNG)、英國巴克萊銀行(Barclays)、瑞士先正達公司(Syngenta AG)、美國費利浦·麥克莫蘭銅金公司(Freeport-McMoRan Copper & Gold Inc.)。

## 得獎者一覽
除了嘉許獎外，其他奬項皆為負面性。
- 2015年︰雪佛龍﹙終身成就獎﹚
- 2014年︰俄羅斯天然氣工業股份公司、蓋璞
- 2013年︰殼牌公司﹙民選﹚、高盛﹙評委﹚
- 2012年︰淡水河谷公司﹙民選﹚、巴克萊銀行﹙評委﹚
- 2011年︰Neste﹙民選﹚、AngloGold Ashanti﹙評委﹚
- 2010年︰羅氏﹙民選、瑞士﹚、加拿大皇家銀行﹙環球﹚、United Nations Global Compact﹙漂綠﹚
- 2009年︰紐蒙特礦業公司﹙民選、環球﹚、BKW Energie﹙瑞士﹚
- 2008年︰阿海珐﹙民選、環球﹚、嘉能可﹙瑞士﹚
- 2007年︰普利司通﹙環球﹚、諾華﹙瑞士﹚；科浦超市﹙嘉許獎﹚
- 2006年︰雪佛龍﹙環境﹚、花旗集團﹙避稅﹚、華特迪士尼公司﹙社會﹚；Euzkadi Union SNRTE、Germanwatch、FIAN﹙嘉許獎﹚
- 2005年︰陶氏化工﹙人權﹚、殼牌公司﹙環境﹚、沃爾瑪﹙員工﹚、畢馬威﹙避稅﹚